# (4861) Nemirovskij
(4861) Nemirovskij es un asteroide perteneciente al cinturón de asteroides, descubierto el 27 de agosto de 1987 por Liudmila Karachkina desde el Observatorio Astrofísico de Crimea (República de Crimea).

## Designación y nombre
Designado provisionalmente como 1987 QU10. Fue nombrado Nemirovskij en homenaje a ingeniero ruso "Lev Ruful'evich Nemirovskij" que también es constructor y director artístico de la Casa San Petersburgo de la Sátira y el Humor, y uno de los autores de la miscelánea Gold Ostap.

## Características orbitales
Nemirovskij está situado a una distancia media del Sol de 2,888 ua, pudiendo alejarse hasta 3,542 ua y acercarse hasta 2,235 ua. Su excentricidad es 0,226 y la inclinación orbital 3,541 grados. Emplea 1793 días en completar una órbita alrededor del Sol.

## Características físicas
La magnitud absoluta de Nemirovskij es 12,9. Tiene 6,581 km de diámetro y su albedo se estima en 0,339.